# Lyktfiskar
Lyktfiskar (Anomalopidae) är en familj fiskar som tillhör ordningen beryxartade fiskar. Familjen inräknar åtta arter i tropiska hav. Lyktfiskar kan vara cirka 7–30 centimeter långa. De har ett lysorgan som innehåller ljusproducerande bakterier längst ner i ögonhålan.
Arterna förekommer främst i tropiska delar av Indiska oceanen och Stilla havet. Bukfenan har en taggstråle och 5 till 6 mjukstrålar. Vid ryggfenan finns 2 till 6 taggstrålar och många mjukstrålar. Ofta ligger en klaff mellan taggstrålar och mjukstrålar. Analfenan bilda av 2 eller 3 taggstrålar samt flera mjukstrålar. De största exemplaren blir 30 cm långa. Lyktfiskar vandrar under mörka nätter från djupa havsdelar till regioner närmare vattenytan. Äggen bevakas antagligen inte av de vuxna djuren.
Det vetenskapliga namnet är bildat av de grekiska orden anomalos (fåtalig/sällan) och lopos (hud).
Familjens släkten är:
- Anomalops, en art
- Kryptophanaron, en art
- Parmops, två arter
- Photoblepharon, två arter
- Phthanophaneron, en art
- Protoblepharon, två arter